# František Kalous
František Kalous (28. listopadu 1881 Solnice – 15. března 1965 Semily) byl farář, vikář a člen pražské diecézní rady Církve československé husitské.

## Život
Narodil se v rodině kožešníka a domkáře Josefa Kalouse a jeho manželky Marie, rozené Ehlové. Byl jediné dítě rodičů, kteří záhy zemřeli. Matka v roce 1890 a otec v roce 1893. Díky strýci Františku Rysovi, vzdělanému knězi a básníkovi, vystudoval rychnovské gymnázium. Od roku 1900 navštěvoval Filozofickou fakultu UK v Praze. Jeho specializací byl dějepis a zeměpis. Po promoci působil postupně jako profesor na reálce v Táboře, vyšší průmyslové škole v Praze, reálném gymnáziu v Pardubicích a na učitelském ústavu v Poličce. V r. 1910 přešel na státní reálku do Příbrami, kde působil až do r. 1939. Dne 7. srpna 1911 se v Poličce oženil s Marií Pelikánovou, s níž poté vychoval tři děti: Marii (* 1912), Vladimíra (* 1914) a Milíče (* 1916).
Do Církve československé husitské vstoupil s celou rodinou bezprostředně po jejím vyhlášení v lednu 1920. Na kněze byl vysvěcen 31. srpna 1921 nišským biskupem Dositejem. Hned po založení příbramské náboženské obce Církve československé husitské v r. 1921 byl jmenován jejím farářem. Několik let zároveň administroval další obce v okolí (Březnice, Dobříš, Hostomice pod Brdy, Nová Ves pod Pleší). Z jeho popudu a s jeho přispěním byl v Příbrami na Březových Horách postaven sbor Mistra Jakoubka ze Stříbra (1936) a v Březnici Husův sbor (1938). V květnu 1939 byl patriarchou G. A. Procházkou jmenován vikářem pro Podbrdsko.
Vedle farářské služby, kterou v Příbrami konal do r. 1946, se společně s K. Farským podílel na vzniku Československého Katechismu (1922). Byl spoluautorem Učení náboženství křesťanského pro věřící CČS (1931), které formuloval prof. A. Spisar. V Církvi československé husitské je dodnes užívána také jeho Odpolední a večerní pobožnost. Až do května 1941 vydával v Příbrami církevní věstník Husitské Podbrdsko; napsal a přeložil řadu drobnějších prací, například Příbramskou postylu, jež vyšla i přes cenzorské zásahy v r. 1944.
Dne 7. července 1943 byl vzat do zajišťovací vazby. Ve stejný den bylo v Příbrami a jejím okolí zatčeno dalších 33 osob, které byly umístěny nejprve v příbramské synagoze a následně většina z nich, včetně F. Kalouse, převezena do věznice táborského gestapa. Farář byl umístěn na cele č. 15. Jak vyšlo najevo při výslechu, důvodem jeho zatčení bylo velké množství ilegálních letáků, které se na Příbramsku objevily v souvislosti s rozšiřováním vojenské střelnice u Benešova a s hrozícím vystěhováním obyvatel z obcí příbramského okresu i z dalších povltavských obcí. Letáky zároveň burcovaly k otevřenému odporu vůči okupační moci. Po provedeném šetření se mohl 24. července 1943 vrátit zpět do Příbrami. Průběh věznění po skončení války zachytil v publikaci Vzpomínky Příbramáka z táborského kriminálu.
V r. 1946 se s manželkou odstěhoval k dceři do Sokolova. I tam působil jako duchovní Církve československé husitské, a to až do r. 1950. Poslední léta života prožil v Semilech u mladšího syna. V církvi byl stále aktivní, pravidelně například přispíval do církevního tisku. Zemřel 15. března 1965. Pohřeb se konal o čtyři dny později v semilském krematoriu.